# Porcelia magnifructa
Porcelia magnifructa är en kirimojaväxtart som först beskrevs av Robert Walter Schery, och fick sitt nu gällande namn av Robert Elias Fries. Porcelia magnifructa ingår i släktet Porcelia och familjen kirimojaväxter. Inga underarter finns listade i Catalogue of Life.